# コーリー・ホーキンズ
コーリー・アントニオ・ホーキンズ（Corey Antonio Hawkins, 1988年10月22日 - ）は、アメリカ合衆国の俳優、歌手。テレビドラマ『ウォーキング・デッド』や『24:レガシー』、映画『ストレイト・アウタ・コンプトン』のドクター・ドレー役などで知られる。2017年にはブロードウェイ作品『あなたまでの6人』によりトニー賞演劇主演男優賞にノミネートされた。

## 生い立ちとキャリア
ワシントンD.C.で生まれる。母親は警察官である。彼はデューク・エリントン芸術学校に通い、ニューヨークのジュリアード音楽院に通った。ジュリアードで学んでいる間、ジョン・ハウスマン賞を獲得した。卒業後はオフ・ブロードウェイやテレビ作品にゲスト出演した。2013年にはマーベル・スタジオの『アイアンマン3』、2014年にはリーアム・ニーソンとジュリアン・ムーア出演のフライト・ゲームで端役を務める。
2013年にはシェイクスピア劇のリバイバル『ロミオとジュリエット』のティボルト役でブロードウェイデビューを果たす。2015年にはAMCの『ウォーキング・デッド』にヒース役でキャスティングされたことが報じられた。また同年には伝記映画『ストレイト・アウタ・コンプトン』でドクター・ドレーを演じる。
2017年には『24 -TWENTY FOUR-』のスピンオフとなる『24:レガシー』で主人公のエリック・カーターを演じる。また同年にはブリー・ラーソン、サミュエル・L・ジャクソン、トム・ヒドルストンと共演した映画『キングコング:髑髏島の巨神』が公開された。2017年春にはブロードウェイ劇『あなたまでの6人』でアリソン・ジャネイやジョン・ベンジャミン・ヒッキーと共演し、トニー賞演劇主演男優賞にノミネートされる。
2017年のテニス全米オープンでの男子シングルス決勝で「ゴッド・ブレス・アメリカ」を歌った。

## 主な作品

### 映画
| 年   | 日本語題 原題                                              | 役名                                 | 備考     | 吹き替え   |
| ---- | ---------------------------------------------------------- | ------------------------------------ | -------- | ---------- |
| 2011 | Digital Antiquities                                        | Kai                                  | 短編映画 | N/A        |
| 2012 | アーミー・ロード Allegiance                                | Willie                               |          |            |
| 2013 | アイアンマン3 Iron Man 3                                   | Navy Op                              |          | 早志勇紀   |
| 2014 | フライト・ゲーム Non-Stop                                  | トラヴィス・ミッチェル               |          | 金城大和   |
| 2015 | ストレイト・アウタ・コンプトン Straight Outta Compton      | アンドレ・“ドクター・ドレー”・ヤング |          | 伊藤健太郎 |
| 2017 | キングコング:髑髏島の巨神 Kong: Skull Island               | ヒューストン・ブルックス             |          | 杉村憲司   |
| 2018 | ブラック・クランズマン BlacKkKlansman                      | クワメ・トゥーレ                     |          | 橘潤二     |
| 2019 | Georgetown                                                 | Daniel Volker                        |          | N/A        |
| 2019 | 6アンダーグラウンド 6 Underground                          | セブン / ブレイン                    |          | 杉村憲司   |
| 2021 | イン・ザ・ハイツ In the Heights                            | ベニー                               |          | 三宅健太   |
| 2021 | マクベス The Tragedy of Macbeth                            | マクダフ                             |          | 田村真     |
| 2023 | ドラキュラ/デメテル号最期の航海 Last Voyage of the Demeter | クレメンス医師                       |          | 三宅健太   |
| 2023 | カラーパープル The Color Purple                            | ハーポ                               |          | 藤井隼     |
| 2024 | ピアノ・レッスン The Piano Lesson                          | エイヴリー                           |          | 星智也     |

### テレビシリーズ
| 年        | 日本語題 原題                                  | 役名               | 備考                                     | 吹き替え |
| --------- | ---------------------------------------------- | ------------------ | ---------------------------------------- | -------- |
| 2011      | 救命医ハンク セレブ診療ファイル Royal Pains    | Busboy             | 第3シーズン第4話「ショー・ハンクの空に」 |          |
| 2013      | ゴールデン・ボーイ 若きNY市警本部長 Golden Boy | Evander            | 第1シーズン第3話「今こそ正義を」         |          |
| 2015-2016 | ウォーキング・デッド The Walking Dead          | ヒース             | シーズン6-7：ゲスト・キャスト            |          |
| 2017      | 24:レガシー 24: Legacy                         | エリック・カーター | 計12話出演                               | 鈴木達央 |
| 2020      | Survive                                        | Paul               | 計12話出演                               |          |

### 舞台
| 年   | 日本語題 原題                             | 役名       |
| ---- | ----------------------------------------- | ---------- |
| 2011 | Hurt Village                              | Buggy      |
| 2011 | Suicide Inc                               | Perry      |
| 2013 | ロミオとジュリエット Romeo and Juliet     | ティボルト |
| 2017 | あなたまでの6人 Six Degrees of Separation | ポール     |